# 閃電宮
畢爾斯基爾尼爾（Bilskirnir），又稱為閃電宮。住在這裡的是北歐神話中的雷神索爾和他的妻子希芙及他的孩子們。
《詩體埃達》中記載此宮座落在 Thrudheim ，意即力量的世界（World of strength），而《散文埃達》中則是紀載位於斯羅德萬（Thrudvang）平原上，意即力量的原野（Fields of strength）。
《散文埃達》中的〈欺騙古魯菲〉篇中有提到，此宮是阿斯嘉特（Asgard）中最大的宮殿，共有540房間。在此接納的一生窮困的靈魂或是奴隸，這些靈魂在此將可受到平等的對待。